# 요시다 메구무
요시다 메구무(일본어: 吉田 恵, 1973년 4월 13일 ~ )는 일본의 전 축구 선수이다.

## 구단 경력
과거 베르디 가와사키, 비셀 고베, 제프 유나이티드 이치하라, 산프레체 히로시마, 사간 도스에서 활동하였다.

## 지도자 경력
2010년 사간 도스의 코치으로 취임하였다. 2014년 8월 성적 부진으로 물러난 윤정환 감독을 대신해, 감독으로 취임하였다. 2016년 FC 기후의 코치으로 취임하였다. 7월 성적 부진으로 물러난 루이 라모스 감독을 대신해, 감독으로 취임하였다.